# Königskinder (opéra)
Versions successives
Personnages
- Le fils du roi (ténor)
- La bonne aux oies (soprano)
- La sorcière (alto)
- Le Ménestrel (baryton)
- Le Bûcheron (basse)
- Le fabricant de balais (ténor)
- La fille du fabricant de balais (soprano)
- L'Ancien (baryton)
- Le propriétaire (basse)
- La fille de l'aubergiste (mezzo-soprano)
- Le tailleur (ténor)
- La bonne d'écurie (alto)

Königskinder (en français Les Enfants du Roi) est un opéra d'Engelbert Humperdinck sur un livret d'Elsa Bernstein (sous le nom d'Ernst Rosmer), créé en 1897 au Münchener Hoftheater. Cependant, comme l'œuvre est incluse dans le répertoire d'autres maisons d'opéra après la première saison réussie, Humperdinck la révise largement en tant qu'opéra de 1907 à 1910; il simplifie aussi l'intrigue. Le 28 décembre 1910, la version révisée est créée à New York au Metropolitan Opera sous la direction d'Alfred Hertz (de).

## Argument
Premier acte
Ouverture de l'orchestre : Der Königssohn
Au fond de la forêt, la jeune fille aux oies grandit avec la sorcière, qui se prend pour sa grand-mère. Elle rêve du monde et des gens hors de la forêt qu'elle n'a jamais pu quitter, car les arbres et buissons qui entourent la cabane la retiennent. La vieille femme essaie en vain d'enseigner à la jeune fille les arts obscurs de la sorcellerie. Un jour, elle dit à la fille aux oies de faire cuire un pain magique qui apportera "la mort entière" à quiconque "le mange en deux". Cependant, la fille de l'oie bénit le pain avec les mots : « Celui qui en mange peut voir la plus belle chose, s'il veut se produire. »
Alors que la sorcière s'absente dans la forêt pour cueillir des champignons, le fils du roi descend de la Hellaberge. Il a quitté le château de son père pour connaître le monde et les gens. La fille aux oies, qui n'a jamais vu d'humain auparavant, prend rapidement goût au jeune homme. Alors qu'ils boivent tous les deux à la fontaine, leurs lèvres se touchent. Puis un vent souffle la couronne de fleurs des cheveux de la fille aux oies. Dans une tentative de la garder pour lui, le fils du roi déchire la couronne. En retour, il offre à la fille aux oies sa couronne. Ils veulent s'évader ensemble. Cependant, la fille ne peut pas briser le sort de la sorcière. Le fils du roi, qui la prend pour une lâche, s'effondre dans la forêt. Juste à temps, la fille aux oies cache la couronne à la sorcière qui revient, mais pas sa rencontre avec un être humain. En colère, la sorcière l'enferme dans la hutte.
Deux citoyens de la ville voisine de Hellabrunn, le bûcheron et le fabricant de balais, apparaissent, menés par le ménestrel. Le vieux roi mourut sans laisser de descendant. Ils veulent maintenant obtenir les conseils avisés de la femme de la forêt pour savoir qui devrait régner à Hellabrunn à l'avenir. Pleine de mépris, la sorcière répond que quiconque franchira la porte de la ville demain à minuit lors du Hellafest, "que ce soit un voleur ou un changelin", est destiné à être leur roi. Le bûcheron et le fabricant de balais se précipitent vers la ville, mais pas le ménestrel, qui a repéré la fille aux oies par la fenêtre. La sorcière rapporte maintenant que la fille aux oies est l'enfant d'un meurtrier et d'une putain. Mais le ménestrel rassure la demoiselle aux oies désespérée : ses parents avaient été rois dans "l'amour et la souffrance". Elle est donc elle-même une "enfant de roi". La fille aux oies appelle ses parents pour l'aider à briser le sortilège de la sorcière. Une étoile tombe du ciel et rompt le charme magique. La fille aux oies se précipite dans la forêt, suivie du ménestrel.
Deuxième acte
Ouverture de l'orchestre : Hellafest und Kinderreigen
À Hellabrunn, les citoyens se préparent pour le Hellafest et l'apparition du nouveau roi. Le fils du roi, arrivé entre-temps dans la ville, se présente à l'aubergiste comme porcher. Cependant, il doit conjurer l'intrusion érotique de la fille de l'aubergiste. La fille du fabricant de balais lui fait rêver avec envie de rencontrer la fille aux oies. Les conseillers entrent sous les applaudissements. Lorsque la cloche de midi sonne, la porte de la ville s'ouvre. Dehors se tient la fille aux oies avec la couronne du fils du roi sur la tête. Quand il la salue comme sa reine, les gens éclatent de rire avec dérision. Le ménestrel, essayant de calmer la foule en colère, est jeté dans la tour ; le fils du roi et la fille aux oies sont chassés de la ville. Seule la petite fille du fabricant de balais savait : "C'était le roi et sa femme !"
Troisième acte
Ouverture de l'orchestre : Verdorben! Gestorben! – Spielmanns letzter Gesang
L'hiver est venu. Le ménestrel estropié vit maintenant dans la hutte forestière détruite de la sorcière, qui fut brûlée sur le bûcher par les citoyens en colère de Hellabrunn. Il est recherché par le fabricant de balais et le bûcheron, ainsi que par certains enfants de la ville. Ils demandent au ménestrel de rechercher avec eux les enfants royaux disparus. Mais la recherche serait vaine dans la froide forêt hivernale, le ménestrel le sait. Pendant que le bûcheron et le fabricant se réchauffent dans la cabane, le ménestrel part avec les petits chercher les autres enfants qui attendent encore à l'orée de la forêt.
Puis les deux hommes perdus apparaissent, proches de mourir de faim et de froid. Pour le prix de sa couronne, le fils du roi peut mendier au bûcheron et au fabricant une miche de pain qu'ils ont trouvée dans la hutte. C'est le pain magique que la fille aux oies avait fait cuire pour le compte de la sorcière. Malédiction et bénédiction se réalisent pour tous les deux : ils rêvent de leur première rencontre, puis ils s'endorment. La neige recouvre les deux morts. C'est ainsi qu'ils sont retrouvés par le ménestrel de retour et les enfants. Les enfants du roi sont transportés dans la tombe au son du dernier chant du ménestrel.

## Distribution originale (1910)
| Rôle                            | Voix          | Première distribution, 28 décembre 1910 |
| ------------------------------- | ------------- | --------------------------------------- |
| La gardienne d'oies             | soprano       | Geraldine Farrar                        |
| La Sorcière                     | contralto     | Louise Homer                            |
| Le fils du roi                  | ténor         | Hermann Jadlowker                       |
| Le ménestrel                    | baryton       | Otto Goritz                             |
| Le bûcheron                     | basse         | Adamo Didur                             |
| Le fabricant de balais          | ténor         | Albert Reiss                            |
| La fille de l'écurie            | contralto     | Marie Mattfeld (en)                     |
| La fille de l'aubergiste        | mezzo-soprano | Florence Wickham (en)                   |
| Le premier gardien de la porte  | ténor         | Ernst Maran                             |
| Le deuxième gardien de la porte | baryton       | William Hinshaw                         |
| L'aubergiste                    | bass          | Antonio Pini-Corsi (en)                 |
| Le premier enfant               | soprano       | Edna Walter                             |
| Le deuxième enfant              | soprano       | Lotte Engel                             |
| Le conseiller                   | baryton       | Marcel Reiner                           |
| Le tailleur                     | ténor         | Julius Bayer                            |

## Histoire
La réception de l'œuvre de Humperdinck est variable. La version originale du conte de fées Königskinder avec la musique de scène mélodramatique (Mélologue) est commentée négativement par de nombreux critiques lors de sa première au Münchener Hoftheater en 1897. Cependant, la critique se réfère plus à l'expérience de Humperdinck avec les voix parlantes notées musicalement et au texte dramatique, qui est perçu comme pompeux, qu'à la musique. Le mélodrame Königskinder est donné dans d'autres métropoles (par exemple Vienne, Londres) dans les années suivantes, mais ne s'avère pas rentable à long terme.
En revanche, la version opéra de 1909, créée en 1910 à l'instigation de l'impresario Giulio Gatti-Casazza avec Geraldine Farrar, Hermann Jadlowker, Otto Goritz (de) et Louise Homer au Metropolitan Opera de New York, est très appréciée. Les premières critiques de New York pensent que l'œuvre est « l'opéra le plus précieux de l'ère post-Wagner ».
La nouvelle version de Königskinder connaît aussi le succès sur les scènes allemandes. Humperdinck saluecomme "exemplaire" la production de l'Opéra de Cologne sous la direction de Fritz Rémond (de), aussi le fils du roi de la première du mélodrame à Munich. À Cologne, Claire Dux (de) et Elsa Oehme-Förster créent le rôle de la fille aux oies. Cette dernière avait déjà excellé au Met à l'âge de 11 ans comme la fille du fabricant de balais aux côtés de Géraldine Farrar.
D'autres interprètes importants de la fille aux oies sont Wanda Achsel (de), Frieda Hempel, Rita Meinl-Weise, Sena Jurinac, Ljuba Welitsch puis Olga Kulchynska (de). Les chansons du ménestrel sont notamment enregistrées plusieurs fois sur support sonore par Hans Reinmar (de), Dietrich Fischer-Dieskau et Hermann Prey.
Après la prise du pouvoir par les nazis, l'interdiction de représentation imposée à la librettiste Elsa Bernstein en raison de son origine juive est brièvement levée grâce à l'intervention de Wolfram Humperdinck. Cependant, le nom de Bernstein ou son pseudonyme Ernst Rosmer ne sont plus mentionnés sur aucun dépliant du programme. À partir de 1943, l'œuvre n'est plus autorisée à être jouée.
Après la Seconde Guerre mondiale, au cours de la critique générale de la culture allemande, des réserves sur la nature allemande latente du sujet et la forme du conte de fées wilhelmien se forment. Le sous-texte sociocritique (la thématisation des milieux sociaux élevés et bas) dans le drame est largement ignoré. La fin tragique du conte de fées peut également avoir contribué à la relative impopularité de l'opéra. Le projet de Herbert von Karajan d'enregistrer l'opéra dans son intégralité avec Erika Köth et Fritz Wunderlich échoue quand le ténor meurt subitement.
Ce n'est que dans les années 1990 que des efforts soutenus sont déployés pour faire revivre l'opéra dans le monde.

## Discographie et vidéographie
- 1952: Käthe Möller-Siepermann (Gardienne d'oie), Ilsa Ihme-Säbisch (la Sorcière), Peter Anders (le Fils du Roi), Dietrich Fischer-Dieskau (le ménestrel), WDR Symphony Orchestra Cologne, sous la direction musicale de Richard Kraus, en direct depuis Cologne, Walhall
- 1976: Helen Donath / Hanna Schwarz / Adolf Dallapozza / Hermann Prey, Münchner Rundfunkorchester,dirigé par Heinz Wallberg, EMI ( CD in 1989)
- 1996: Dagmar Schellenberger / Marilyn Schmiege / Thomas Moser / Dietrich Henschel, Münchner Rundfunkorchester, sous la direction de Fabio Luisi, Calig
- 2005: Ofelia Sala / Nora Gubisch / Jonas Kaufmann / Detlef Roth, Orchestre national de Montpellier Languedoc-Roussillon, sous la direction d'Armin Jordan, enregistrement en direct de Montpellier, Accord
- 2007: Isabel Rey / Liliana Nikiteanu / Jonas Kaufmann / Oliver Widmer, Opernhaus Zürich, sous la direction d' Ingo Metzmacher, videorecording from Zurich, Encore - DVD.
- 2008: Juliane Banse / Gabriele Schnaut / Klaus Florian Vogt / Christian Gerhaher, Deutsches Symphonie-Orchester Berlin, conducted by Ingo Metzmacher, en direct de Berlin, Premiere Opera (also released Crystal Classics : Deutschlandradio Kultur, 2011)

## Source de la traduction
- (de) Cet article est partiellement ou en totalité issu de l’article de Wikipédia en allemand intitulé « Königskinder (Oper) » (voir la liste des auteurs).